# Schae Harrison
Schae Harrison, właśc. Deborah Schaeffer (ur. 27 kwietnia 1962 w Anaheim) – amerykańska aktorka. Odtwórczyni roli Darli Einstein Forrester w operze mydlanej CBS Moda na sukces (The Bold and the Beautiful, 1989–2006, 2007, 2014, 2015).

## Życiorys

### Wczesne lata
Urodziła się w Anaheim Hills w Anaheim, w stanie Kalifornia. W wieku czterech lat uczęszczała na lekcje tańca i przez wiele lat studiowała wszystkie aspekty tańca od starożytnych teorii po współczesny ruch. Jej innowacyjny styl tańca i choreografia doprowadziły do zajęcia stanowiska w drużynie cheerleaderek NFL Seattle Seahawks. Harrison była z zespołem przez ponad trzy lata, występując dla ponad 60 tys. fanów w każdym meczu. Trenowała regularnie aerobik, tenis, jazdę na rolkach i stała się ekspertem w jeździectwie. Pracowała w Los Angeles jako modelka, prowadziła własny program ćwiczeń aerobiku na linach i jest aktywnym zwolennikiem Narodowej Organizacji Olimpiad Specjalnych. Była także stewardesą linii Northwest Airlines. Uczyła się aktorstwa w The Actors Workshop.

### Kariera
Po raz pierwszy trafiła na mały ekran jako pielęgniarka w operze mydlanej ABC Szpital miejski (General Hospital, 1983). Trafiła do obsady melodramatu Buda Yorkina Dwa razy w życiu (Twice in a Lifetime, 1985) u boku Gene’a Hackmana i Ann-Margret. Gościła też w serialach: Star Trek: Następne pokolenie (1987) jako oficer obserwatora gwiazd, Night Court (1989) jako asystentka teleturnieju, Who’s the Boss? (1992), Baby Talk (1992) i Castle (2011, 2015) w roli policjantki Velazquez.
Rozpoznawalność przyniosła jej rola Darly Einstein Forrester, sekretarki Sally Spectry (Darlene Conley) i żony Thorne’a Forrestera (Winsor Harmon) w operze mydlanej Moda na sukces (1989–2006, 2007, 2014, 2015), za którą dwukrotnie zdobyła nominację do nagrody Soap Opera Digest (1992, 2005). 
Okazjonalnie śpiewała, przyczyniła się do powstania albumu The Bold and the Beautiful Christmas (1994) i wystąpiła w telewizyjnym programie specjalnym Circus of the Stars.
W komedii wideo Piraci z Magicznej Wyspy (Magic Island, 1995) wystąpiła jako panna Carlisle, matka Jacka (Zachery Ty Bryan). W dreszczowcu erotycznym Śmiały romans (A Bold Affair, 1998) z udziałem Jeffa Trachty, Bruce’a Kirbyego i George’a Alvareza zagrała postać internetowej femme fatale, która kontaktuje się ze swoimi ofiarami przez pocztę elektroniczną. W dramacie sensacyjnym Olivera Stone’a Savages: Ponad bezprawiem (Savages, 2012) wystąpiła w roli żony Dennisa (John Travolta).

## Życie prywatne
W latach 1992–1994 była w nieformalnym związku z Michaelem J. Kase. Od 2001 jest związana z Mickiem Cainem, znanym jako C.J. z Mody na sukces. Mają syna Havena Jude’a (ur. 13 grudnia 2003).